# Mniadelphus paradoxus
Mniadelphus paradoxus là một loài Rêu trong họ Hookeriaceae. Loài này được (Mont.) Müll. Hal. mô tả khoa học đầu tiên năm 1850.